# Armeria linkiana
Armeria linkiana é uma espécie de planta com flor pertencente à família Plumbaginaceae. 
A autoridade científica da espécie é Nieto Fel., tendo sido publicada em Anales del Jardín Botánico de Madrid 44: 332. 1987.

## Portugal
Trata-se de uma espécie presente no território português, nomeadamente em Portugal Continental.
Em termos de naturalidade é endémica da Península Ibérica.

## Protecção
Não se encontra protegida por legislação portuguesa ou da Comunidade Europeia.